# 老同盟

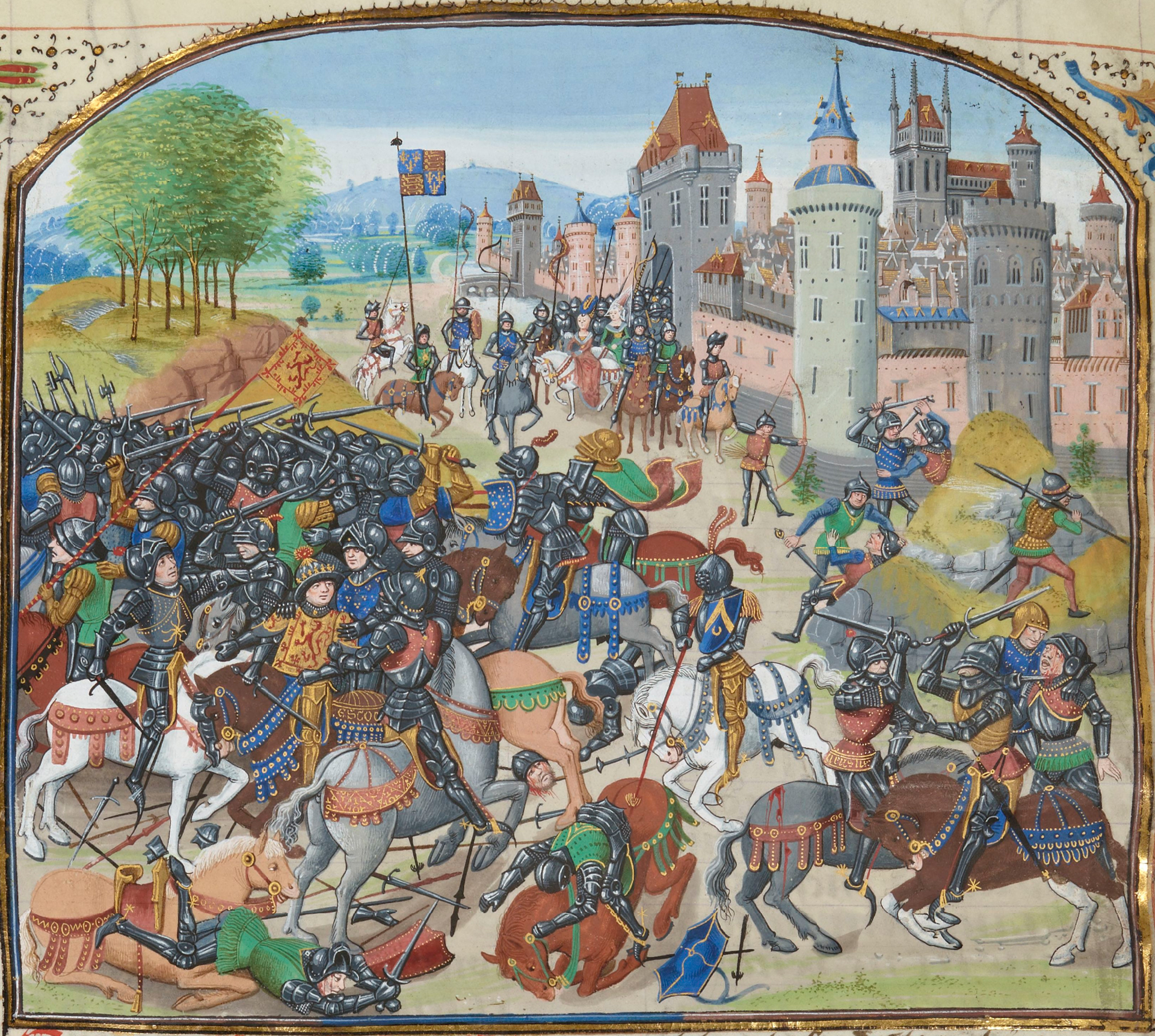
内维尔十字之战

老同盟或古老同盟，是指欧洲中世纪时期苏格兰与法国之间长达两个多世纪的针对英格兰的同盟关系，包括一系列攻击性和防卫性的双边条约。同盟开始的标志是1295年10月23日在巴黎签署的条约，历经周折，直到1560年的爱丁堡条约才中止了两个国家之间的特殊同盟关系，持续时间265年。它普遍被认为是世界历史上存在时间最长的外交同盟关系，也曾被戴高乐将军称为世界上最古老的同盟。

## 历史

### 巴黎条约
1292年，约翰·巴里奥继承苏格兰王位，称约翰一世。但是他懦弱无能，苏格兰主权受到野心勃勃的英格兰国王爱德华一世的严重威胁，约翰几乎承认自己是爱德华的属臣，招致苏格兰国内的强烈不满。苏格兰贵族随即指派了一个十二人的议事会，基本架空了约翰的权力，同时向外寻求盟友，以求维护国家的独立。
1295年10月23日，正在与爱德华一世交战的法兰西国王腓力四世与苏格兰的代表在巴黎签署条约，达成同盟意向，并商定让约翰一世的长子爱德华·巴里奥迎娶腓力四世的侄女。腓力四世表示会帮助苏格兰，但是条约也使得苏格兰形同向英格兰宣战。此后英格兰正式出兵进攻苏格兰，引发第一次独立战争。约翰一世很快被迫退位并离开了苏格兰，国家到了灭亡的边缘。1302年，腓力四世在军事失利后却与英格兰议和，彻底断绝了帮助苏格兰复国的可能。在整个苏格兰独立战争期间，腓力四世只是一个旁观者，最多曾经写信鼓励反抗运动的领袖罗伯特·布鲁斯，甚至还邀请他放弃在苏格兰的抗争，加入到十字军东征中，但是被布鲁斯婉转拒绝。

### 科贝尔条约
1314年，已登基为苏格兰国王的布鲁斯在班诺克本之战大败英军，取得决定性胜利，苏格兰实际上确保了自己的独立地位；而腓力四世则在同年去世。布鲁斯在此后十多年内并未对盟友表现出太大的兴趣，直到他的幼子大卫于1324年诞生，并成为他的继承人。布鲁斯为了确保大卫登基后能得到足够的支持和帮助，于是派出使者前往法国寻求再续前约。1326年，新的法国国王查理四世面临着重新与英格兰开战的可能，与苏格兰签订科贝尔条约（Treaty of Corbeil），答应在和平与战争中向苏格兰提供帮助与建议，苏格兰则答应如果英格兰与法国开战，将派军队进攻英格兰后方。
1328年，查理四世去世并无男性继承人，法国王权转到了瓦卢瓦王朝。1329年，布鲁斯一世去世，苏格兰王位由五岁的大卫二世继承。英格兰新国王爱德华三世支持约翰·巴里奥的儿子爱德华·巴里奥争夺苏格兰统治权，后者与英军进攻苏格兰，第二次苏格兰独立战争开始。法国新君腓力六世一开始拒绝按照条约援助苏格兰，避免其与同样有法国王位继承可能的英格兰国王爱德华三世的矛盾升级。直到1334年，苏格兰局势万分危急时，他才同意让10岁的苏格兰国王大卫二世到法国避难。
随后英法之间的矛盾逐渐升级，腓力六世没收了英格兰王室在法国的封地，并放弃了十字军东征的计划，命令法兰西地中海舰队开赴英吉利海峡，对峙英格兰。爱德华三世不得不开始针对法国备战，无力再支持自己在苏格兰的傀儡巴里奥，苏格兰反抗军开始扭转不利局面。1337年，英法百年战争正式开始，这也成为苏格兰独立战争的转折点。
1341年，在法国居留了七年的大卫二世回到苏格兰，正式领导独立战争，并不断骚扰英格兰边境，声援法国。腓立六世写信给大卫，以血脉与友谊等言辞，恳求大卫对英格兰进行更大规模的进攻，以帮助其越来越不利的战局。1346年，法国军队遭遇克雷西惨败。而不到两个月，如约进攻英格兰的大卫也在内维尔十字之战大败，自己都被英军俘虏。老同盟双方同时遭遇决定性失利，同盟陷入休眠状态。幸而爱德华三世也无力乘胜追击，在取得大片法国领土后与法国议和，而且也并没有再度支援其傀儡巴里奥，只是将大卫二世收押，索要赎金。之后二十年内，三个国家都处于休整期。

### 文西内条约
1371年，苏格兰斯图亚特王朝的第一代君主罗伯特二世登基，再度寻求与法国的合作，双方签订了文西内条约（Treaty of Vincennes）。1377年，军事成绩显赫的爱德华三世去世，法苏两方都开始策划新的举动。1380年，查理六世继承法国王位，并于1383年以四万金法郎、一千套盔甲、一千名士兵的条件，使得罗伯特同意重新向英格兰开战。不过这些士兵以及他们的随从在苏格兰的日子并不太平，由于当时苏格兰远远比法国贫穷、落后，这些人在苏格兰与当地的人民和军队不断发生矛盾，而且苏格兰军队惯用的运动战游击战也是这些法国正规军完全不能适应的。不过最终英格兰军队没有占得任何便宜，这也是双方在老同盟中第一次真正近距离合作。
1413年，英格兰此后威名远扬的亨利五世继位，开始大力针对法国进行军事行动。而患有精神病的查理六世则完全不是他的对手，法国军队屡屡在重大战役中失利。1420年，查理六世签订条约将亨利宣布为法国王位继承人，法国几乎与一百多年前同盟刚刚建立时的苏格兰一样，到了亡国的边缘。在此最危难的时刻，查理向苏格兰求援。
1419年至1424年间，据估计有一万五千名苏格兰人来到法国参与对英战争。他们彻底改变了法国由于当年那些在苏格兰的不愉快经历而产生的不良印象，以在战场上的骁勇而闻名，并协助赢得了关键性的博熱戰役。苏格兰军团成为法国皇家军队的正式编制，并有多人在法国获得封地。直到1429年，苏格兰军团在之前多次战斗中伤亡渐多，才正式解体。但是小股苏格兰人的武装力量仍然留在法国对英作战。一般认为总计有三万名苏格兰人在这段时间来到了法国帮助其维护独立状态，是法国国家和民族最危难时刻不可忽视的重要依仗力量。

### 联姻
1428年，法国新君查理七世派遣使者，要求为其子迎娶苏格兰国王詹姆斯一世之女玛格利特，双方达成协议。苏格兰答应的嫁妆是六千名士兵，而法国则允诺詹姆斯在获得对英胜利后的封地。
不过此时英法百年战争的焦点已转移到圣女贞德身上，她率领的军队中也有大量的苏格兰人。1436年，玛格利特正式出嫁，老同盟双方完成了第一次王室联姻。

### 转变
1453年，百年战争结束，老同盟不再是双方生死攸关的联系。英、法、苏三国关系也开始发生微妙的转变。路易十一在位期间，苏格兰多次获悉其在与英格兰的交涉中表现出对于苏格兰的漠视，苏格兰权贵对于法国的情感第一次发生动摇。三国的关系不再是清楚的法苏同盟对抗英格兰。
1491年，詹姆斯四世与法国签订了新条约，再续老同盟。但是1502年，他又与英格兰国王亨利七世签订了“永久和平条约”。虽然他拒绝了亨利提出的中止老同盟的要求，詹姆斯也答应之后的法苏同盟条约不应该针对英格兰。
1509年，英格兰历史上最具盛名的君主之一亨利八世登基，重新开始称霸一方的计划。英法关系破裂下，苏格兰不得不再次做出选择。1513年，詹姆斯最终决定按于法国之前的约定入侵英格兰，结果在弗洛登（Flodden）战败身死，被称为苏格兰历史上最无意义的一场战役。1514年，法国路易十二却与亨利八世和解，并且拒绝派遣他手下具有苏格兰亲缘的阿尔巴尼公爵到苏格兰协助解决詹姆斯四世战死后，其年仅一岁的儿子詹姆斯五世继位后的混乱局面。苏格兰人对此形同背叛的行为大为恼火。

### 最后的联姻
1528年，詹姆斯终于长大成人并开始亲政。1537年，他迎娶了法国王室贵族之女玛丽。老同盟似乎又重现复苏的机会。此时欧洲各国最大的争端已经转向宗教改革。苏格兰国内的基督新教势力不希望看到与法国的进一步联合。
1542年，詹姆斯五世去世，仅留下了一个几天大的女婴，即之后的玛丽一世。英格兰国王亨利八世试图通过武力为其子迎娶玛丽，从而继承苏格兰王位。但是玛丽一世的母亲玛丽王太后却将她送回自己的故乡法国，并于1558年嫁给了法国王储弗朗索瓦，后者于次年继法国王位，玛丽同时成为苏格兰女王和法兰西王后。由于法国是坚定的天主教势力范围，这次婚姻引起了苏格兰国内新教支持者的忧虑，他们开始积极的寻求终结天主教通过法国对苏格兰持续施加影响的办法。而1558年，属于新教的伊丽莎白一世登基成为英格兰新君主，英格兰突然因为宗教原因成为了盟友而不是对手。
1560年，宗教改革下的苏格兰议会在玛丽远在法国时单方面拟定了爱丁堡条约，明确表示要终止与法国的同盟关系。虽然这一条约始终没有得到玛丽女王的正式批准，但是却实际上迫使所有法国在苏格兰的天主教势力撤离。两个国家长达265年的同盟关系也由此终结。
而玛丽在返回苏格兰之后也被新教势力的政变推翻，被迫传位给其一岁的幼子詹姆斯而自己则流亡英格兰多年，直到被伊丽莎白下令处决。伊丽莎白死后，在新教下长大的苏格兰国王詹姆斯六世继承了英格兰王位，苏格兰与英格兰开始迈向联合王国，与法国的特殊联系彻底成为历史。